# Гранити
Гранити (итал. Graniti) — коммуна в Италии, располагается в регионе Сицилия, подчиняется административному центру Мессина.
Население составляет 1551 человек, плотность населения составляет 172 чел./км². Занимает площадь 9 км². Почтовый индекс — 98036. Телефонный код — 0942.
Покровителем коммуны почитается святой Себастьян, празднование 20 января.